# Nadiem Amiri
Nadiem Amiri (paszto ندیم امیری; ur. 27 października 1996 w Ludwigshafen) – niemiecki piłkarz pochodzenia pasztuńskiego, grający na pozycji pomocnika w niemieckim klubie 1. FSV Mainz 05 oraz w reprezentacji Niemiec. Wychowanek TSG 1899 Hoffenheim.

## Życiorys

### Kariera juniorska
Treningi piłkarskie rozpoczął w Ludwigshafener SC. Następnie trenował w 1. FC Kaiserslautern i SV Waldhof Mannheim. W 2012 roku dołączył do zespołu juniorskiego TSG 1899 Hoffenheim.

### TSG 1899 Hoffenheim
W 2014 roku zaczął występować w rezerwach Hoffenheim biorących ówcześnie udział w rozgrywkach Regionalliga Südwest. Rok później został członkiem pierwszego zespołu. W rozgrywkach Bundesligi zadebiutował 7 lutego 2015 w przegranym 0:3 meczu przeciwko VfL Wolfsburg. Pierwszego gola w lidze zdobył 28 listopada 2015 w zremisowanym 3:3 spotkaniu przeciwko Borussii Mönchengladbach. 15 sierpnia 2017 rozegrał swój pierwszy mecz w europejskich pucharach. Miało to miejsce w spotkaniu rundy play-off Ligi Mistrzów przeciwko Liverpool F.C., które zakończyło się zwycięstwem angielskiego zespołu 2:1.

### Kariera reprezentacyjna
Reprezentował niemieckie kadry juniorskie U-18 i U-19, a także młodzieżowe U-20 i U-21. Wraz z tą ostatnią w 2017 roku wystąpił na Euro U-21 rozgrywanym w Polsce. Zagrał w czterech meczach (w tym wygranym przez Niemcy finale), w których zdobył jednego gola.

## Statystyki kariery
| Klub                   | Sezon     | Liga                 | Liga  | Liga | Puchar krajowy | Puchar krajowy | Rozgrywki europejskie | Rozgrywki europejskie | W sumie | W sumie |
| Klub                   | Sezon     | Liga                 | Mecze | Gole | Mecze          | Gole           | Mecze                 | Gole                  | Mecze   | Gole    |
| ---------------------- | --------- | -------------------- | ----- | ---- | -------------- | -------------- | --------------------- | --------------------- | ------- | ------- |
| TSG 1899 Hoffenheim II | 2014/2015 | Regionalliga Südwest | 13    | 2    | —              | —              | —                     | —                     | 13      | 2       |
| TSG 1899 Hoffenheim II | 2015/2016 | Regionalliga Südwest | 7     | 2    | —              | —              | —                     | —                     | 7       | 2       |
| TSG 1899 Hoffenheim II | 2016/2017 | Regionalliga Südwest | 1     | 0    | —              | —              | —                     | —                     | 1       | 0       |
| TSG 1899 Hoffenheim II | W sumie   | W sumie              | 21    | 4    | —              | —              | —                     | —                     | 21      | 4       |
| TSG 1899 Hoffenheim    | 2014/2015 | Bundesliga           | 7     | 0    | 2              | 0              | —                     | —                     | 9       | 0       |
| TSG 1899 Hoffenheim    | 2015/2016 | Bundesliga           | 25    | 4    | 0              | 0              | —                     | —                     | 25      | 4       |
| TSG 1899 Hoffenheim    | 2016/2017 | Bundesliga           | 33    | 2    | 1              | 0              | —                     | —                     | 34      | 2       |
| TSG 1899 Hoffenheim    | 2017/2018 | Bundesliga           | 28    | 2    | 1              | 1              | 4                     | 1                     | 22      | 4       |
| TSG 1899 Hoffenheim    | 2018/2019 | Bundesliga           | 10    | 2    | -              | -              | 1                     | 0                     | 11      | 2       |
| TSG 1899 Hoffenheim    | W sumie   | W sumie              | 103   | 10   | 4              | 1              | 5                     | 1                     | 112     | 12      |
| W sumie                | W sumie   | W sumie              | 124   | 14   | 4              | 1              | 5                     | 1                     | 133     | 16      |